# Ålandsdokument

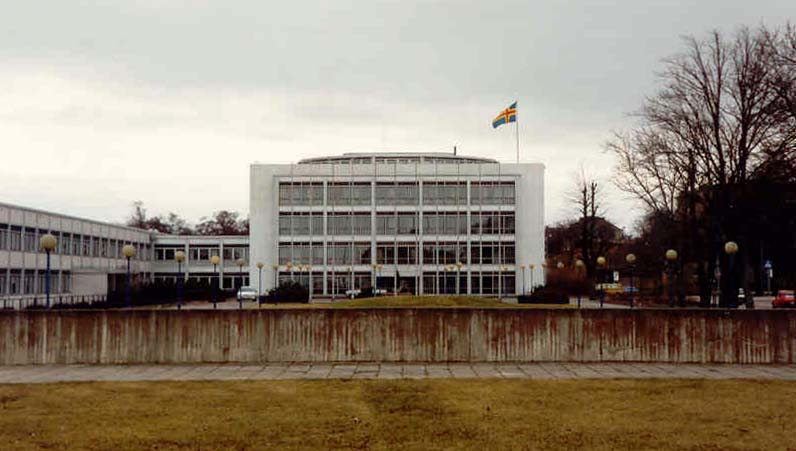
Das Ålandsdokument wurde im Lagting (Landtag von Åland) in Mariehamn unterschrieben.

Das Ålandsdokument (schwedisch Ålandsdokumentet) ist ein Beschluss des Nordischen Rats vom 5. September 2007, der die gleichberechtigte Mitgliedschaft der autonomen Gebiete Färöer, Grönland (beide zu Dänemark) und Åland (zu Finnland) im Nordischen Rat ermöglicht.
Unter anderem können diese Länder damit die Treffen des Nordischen Ministerrats und der Arbeitsgruppen und Gremien der Nordischen Staatengemeinschaft leiten. Die Autonomiegebiete bekommen auch die Befugnis, Empfehlungen selbständig entgegenzunehmen und darauf zu antworten, sowie eigene Vorschläge zu unterbreiten. 